# Gorge (fleuve)
Pour les articles homonymes, voir Gorge.
Le fleuve Gorge  (en anglais : Gorge River) est un cours d’eau de la région de la West Coast dans l’Île du Sud de la  Nouvelle-Zélande.

## Géographie
Il prend naissance dans la chaîne de ‘Hope Blue River Range’ et s’écoule vers le sud-ouest dans la Mer de Tasman. Ses affluents comprennent la rivière  Duncan et la rivière Jerry ,.
Il passe à travers la Cascade Forest et son embouchure est à environ 15 km au nord-est du promontoire de Awarua Point (en). Les Gorge Islands sont de toutes petites îles situées près de son embouchure. 
À son embouchure, c’est une rivière avec des marées de déplacements très rapides.